# William Blake (Swinburne)

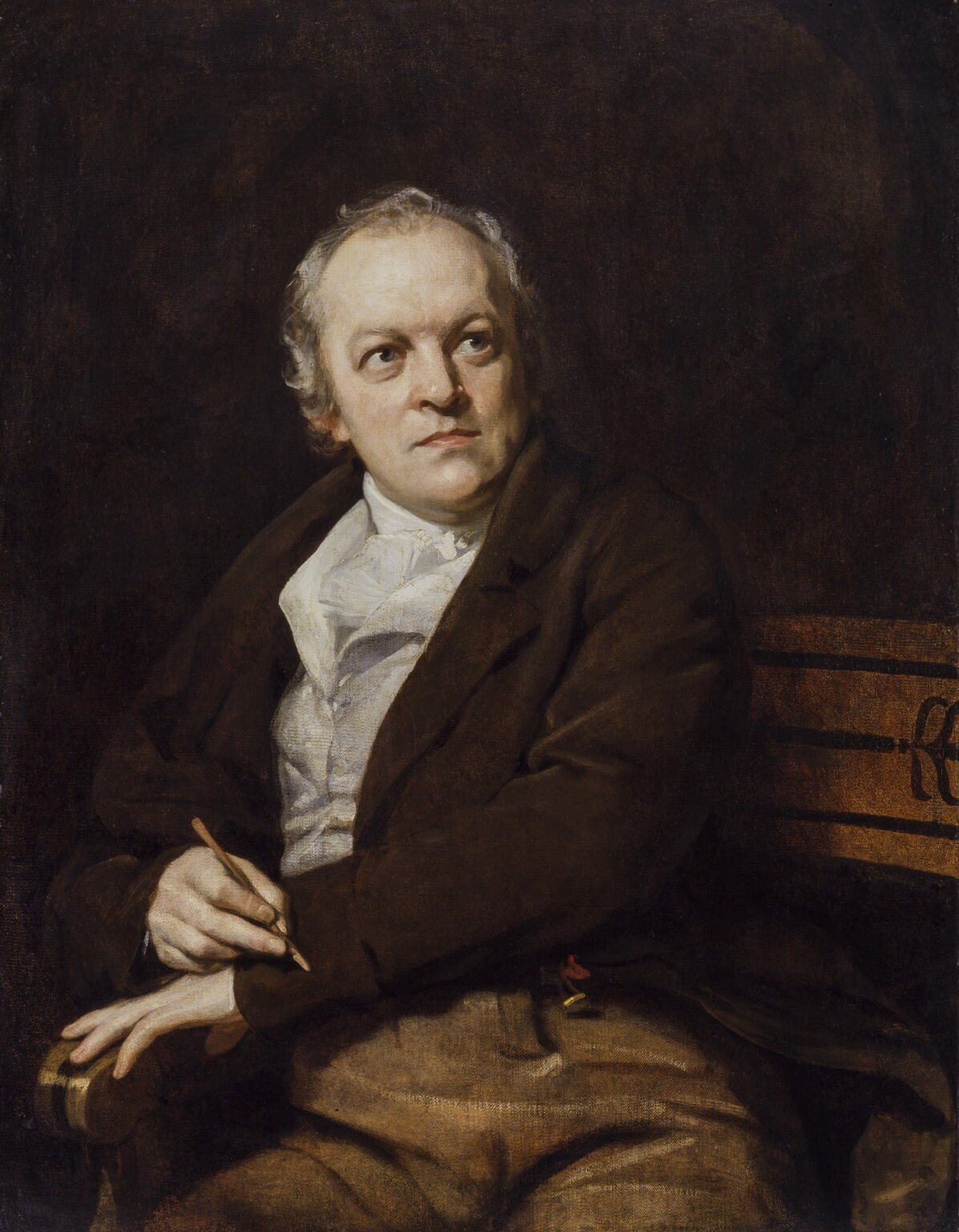
Thomas Phillips, portret Williama Blake’a

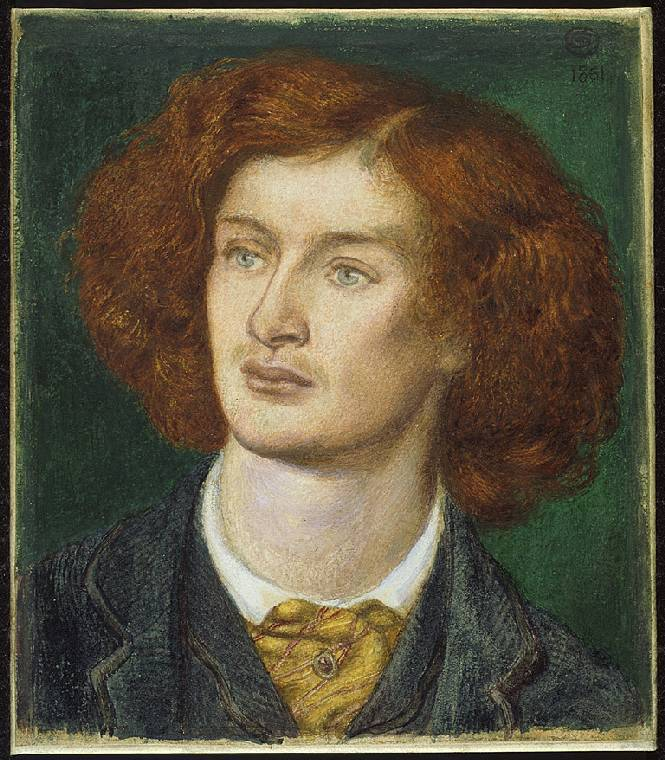
Dante Gabriel Rossetti, portret Algernona Charlesa Swinburne’a

William Blake. Critical Essay – utwór krytyczny angielskiego poety i dramaturga Algernona Charlesa Swinburne’a, opublikowany w 1868, poświęcony osobie romantycznego angielskiego poety, malarza i wizjonera Williama Blake’a. Esej Swinburne’a należy do pierwszych i najważniejszych tekstów krytycznych o malarstwie i poezji Blake’a. Utwór przyczynił się do odrodzenia zainteresowania liryką Blake’a, dotąd zapomnianego lub niedocenianego. Robert E. Lougy pisze wprost, że esej Swinburne był pierwszym poważnym studium na temat ksiąg prorockich Williama Blake’a.